# Plaiu (gmina Talea)
Plaiu – wieś w Rumunii, w okręgu Prahova, w gminie Talea. W 2011 roku liczyła 221 mieszkańców.